# Ampyx
Ampyx – rodzaj stawonogów z wymarłej gromady trylobitów, z rzędu Asaphida. Żył na przełomie ordowiku i syluru.